# بيت الرحلة الطويلة (فلم)
بيت الرحلة الطويلة (بالإنجليزية: The Long Voyage Home) هو فيلم دراما تم إنتاجه في الولايات المتحدة وصدر في سنة 1940. الفيلم من إخراج جون فورد وكتابة أوجين أونيل.

## بطولة
- جون وين

## الميزانية والإيرادات
بلغت تكلفة إنتاج الفيلم حوالي 682,495 دولار بينما حقق أرباحا تقدر بـ 580,129 دولار.

### ترشيحات وجوائز
| السنة | الحدث  | الفئة     | النتيجة |
| ----- | ------ | --------- | ------- |
|       | أوسكار | أفضل فيلم | ترشـيـح |

## وصلات خارجية
- بيت الرحلة الطويلة على موقع IMDb (الإنجليزية)
- بيت الرحلة الطويلة على موقع روتن توميتوز (الإنجليزية)
- بيت الرحلة الطويلة على موقع نتفليكس (الإنجليزية)
- بيت الرحلة الطويلة على موقع ألو سيني (الفرنسية)
- بيت الرحلة الطويلة على موقع Turner Classic Movies (الإنجليزية)
- بيت الرحلة الطويلة على موقع أول موفي (الإنجليزية)
- بيت الرحلة الطويلة على موقع بوكس أوفيس موجو (الإنجليزية)
- بيت الرحلة الطويلة على موقع فيلمافينيتي (الإسبانية)
- بيت الرحلة الطويلة على موقع قاعدة بيانات الأفلام السويدية (السويدية)
- بيت الرحلة الطويلة على موقع قاعدة بيانات الفيلم (الإنجليزية)

1. ↑  "معلومات عن بيت الرحلة الطويلة (فيلم) على موقع elonet.fi". elonet.fi. مؤرشف من الأصل في 2016-09-25.
2. ↑  "معلومات عن بيت الرحلة الطويلة (فيلم) على موقع kinopoisk.ru". kinopoisk.ru. مؤرشف من الأصل في 2014-11-06.
3. ↑  "معلومات عن بيت الرحلة الطويلة (فيلم) على موقع movie.walkerplus.com". movie.walkerplus.com. مؤرشف من الأصل في 2019-12-08.